# سوزان لیندکوئست
سوزان لیندکوئست (انگلیسی: Susan Lindquist؛ زادهٔ ۵ ژوئن ۱۹۴۹) یک دانشمند در زمینه زیست‌شناسی مولکولی اهل ایالات متحده آمریکا است.
وی همچنین برنده جوایزی همچون نشان ملی علوم شده است.